# Colli Perugini rosato
Il Colli Perugini rosato è un vino DOC la cui produzione è consentita nelle province di Perugia e Terni.

## Caratteristiche organolettiche
- colore: rosato più o meno intenso.
- odore: vinoso, delicato.
- sapore: asciutto, armonico, fresco.

## Produzione
Provincia, stagione, volume in ettolitri
- Perugia  (1995/96)  10,2